# Leopold Oelenheinz

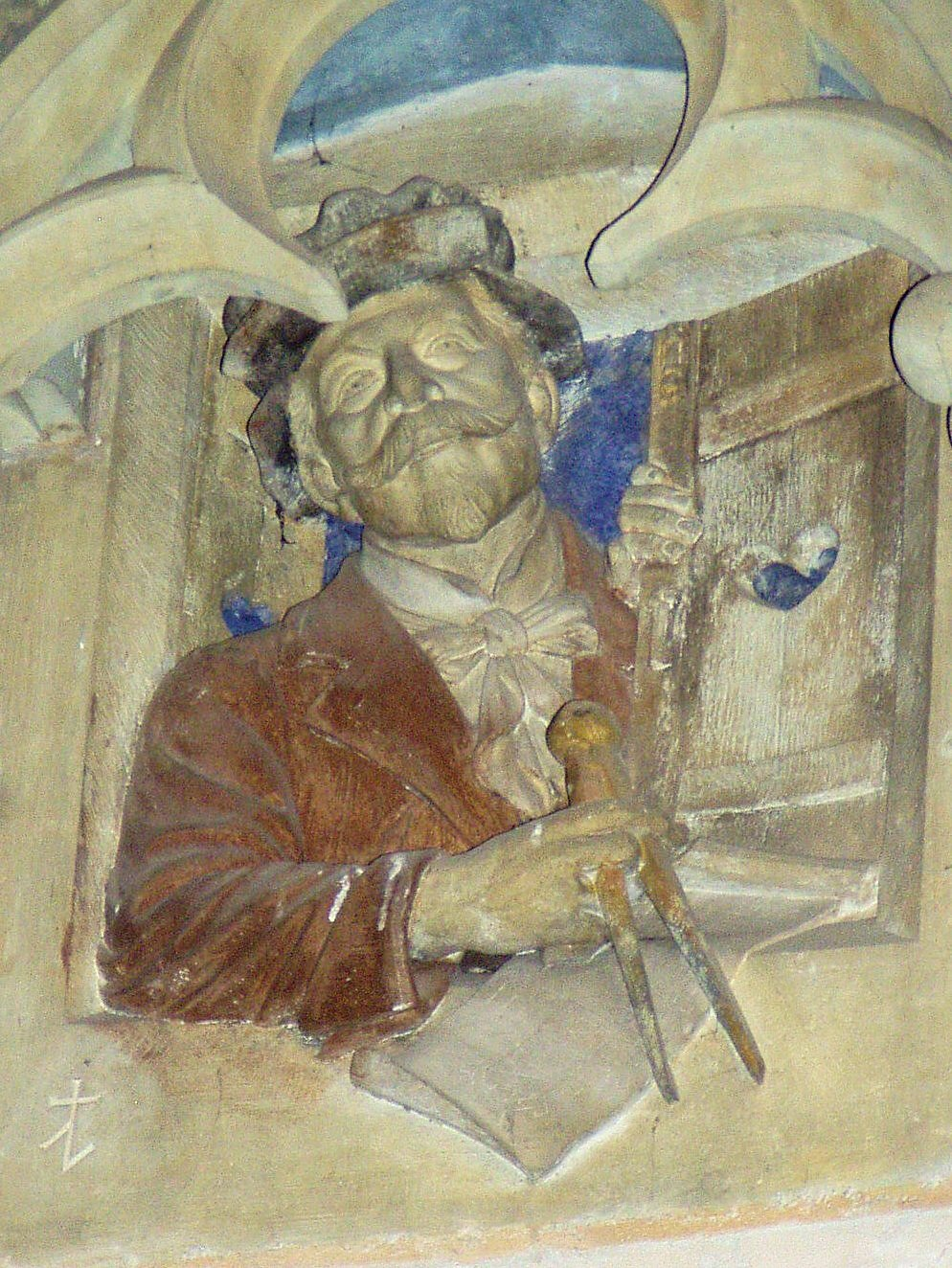
Leopold Oelenheinz, Selbstporträt in der von ihm restaurierten Marienkirche im fränkischen Königsberg

Leopold Theodor Karl Oelenheinz (* 16. Mai 1871 in Karlsruhe; † 21. März 1937 in Coburg) war ein deutscher Architekt, bildender Künstler und Autor. Er restaurierte mittelalterliche Gebäude im Geist des Historismus.

## Leben
Oelenheinz studierte Architektur an der Technischen Hochschule Karlsruhe. Während seines Studiums wurde er 1892 Mitglied der Landsmannschaft Suevia Karlsruhe.
Nach seinem Studium lehrte ab 1894 in den Wintermonaten an der Herzoglichen Baugewerkschule Coburg. Im Sommer war er unter anderem einige Jahre im Auftrag der Coburger Staatsregierung mit den Wiederherstellungsarbeiten an der Marienkirche in Königsberg in Franken beschäftigt. Zur Einweihung verlieh ihm der Regent von Sachsen-Coburg und Gotha, Fürst Ernst II. zu Hohenlohe-Langenburg, am 19. Juli 1904 das Dienstprädikat „Professor“. Im Jahr 1926 folgte durch das Bayerische Staatsministerium für Unterricht und Kultus der Titel und Rang eines Oberbaurats. Zum 1. Oktober 1932 wurde Oelenheinz vom Kultusministerium wegen nachgewiesener Dienstunfähigkeit in den dauernden Ruhestand versetzt.
Oelenheinz’ architektonisches und literarisches Schaffen als Heimatforscher konzentrierte sich auf Coburg und das nördliche Franken. Gleichzeitig war er mit H. von Kohlhagen Herausgeber der Heraldisch-Genealogische Blätter für adelige und bürgerliche Geschlechter, als Organ des St. Michael.
Ein Nachlassbestand befindet sich im Staatsarchiv Coburg.

## Schriften
- Alt-Karlsruhe und Friedrich Weinbrenner. In: Zeitschrift für Bauwesen. Nr. 10, 1913, S. 567–602 (zlb.de).
- Titelblatt der Heraldisch-Genealogischen Blätter für adelige und bürgerliche Geschlechter. Organs des St. Michael. 1. Jahrgang, Bamberg 1904.
- Friedrich Oelenhainz : ein Bildnismaler des 18. Jahrhunderts; sein Leben und seine Werke. Dargestellt von L. Oelenheinz. Leipzig : Seemann, 1907